# Boli Bolingoli-Mbombo
Boli Bolingoli-Mbombo (* 1. července 1995, Antverpy, Belgie) je belgický fotbalový obránce konžského původu, od července 2017 hráč klubu Rapid Vídeň.
Jeho příbuznými jsou současní či bývalí fotbalisté Romelu Lukaku, Jordan Lukaku a Roger Lukaku.

## Klubová kariéra
Bolingoli-Mbombo debutoval v profesionálním fotbale v dresu belgického klubu Club Brugge KV v červenci 2013. S týmem se představil v Evropské lize 2014/15 a 2015/16. V jarní části sezóny 2016/17 hostoval v jiném belgickém mužstvu K. Sint-Truidense VV.
V červenci 2017 přestoupil do rakouského prvoligového klubu Rapid Vídeň.